# Psycho (film, 1960)
A Psycho (ejtsd: [ˈsaɪkəʊ]) 1960-ban bemutatott fekete-fehér, amerikai thriller-film Alfred Hitchcock rendezésében. A film főszereplője Anthony Perkins.
Robert Bloch egy valódi sorozatgyilkosról – a wisconsini Ed Geinről – mintázta Bates alakját azonos című regényében, amelyből Joseph Stefano írt forgatókönyvet.
A Psycho minden idők egyik leghíresebb filmje.

## Rövid történet
Egy titkárnő sikkaszt munkaadója ügyfelétől, majd elmenekül a pénzzel, és bejelentkezik egy távoli motelbe, amelyet egy fiatalember vezet, aki az anyja lelki terrorja alatt áll.

## Cselekmény
Az ebédszünetében, az arizonai Phoenixben élő Marion Crane ingatlanügynöknő és barátja Sam Loomis megvitatják, hogy nem engedhetik meg maguknak, hogy összeházasodjanak a férfi rengeteg tartozása miatt. Ebéd után a nő visszatér az irodába, ahol az egyik ügyfél készpénzt hagy az irodán. Főnöke megkéri, hogy Marion helyezze el a bankban az összeget, és megengedi, hogy azután hazamenjen pihenni, mert fejfájásra panaszkodik. Azonban rögtön hazamegy, és elhatározza, hogy Fairvale-be szökik a pénzzel Samhez.
Útközben azonban elfárad, leállítja autóját és elalszik. Másnap reggel egy rendőrjárőr ébreszti fel, aki miután ellenőrzi a nő jogosítványát, gyanakodva elengedi, de követi őt. Marion megáll egy bakersfieldi autókereskedőnél, és vásárol egy kaliforniai rendszámú járművet, majd sietve elhajt vele.
A viharos idő miatt kénytelen betérni a Bates Motelbe, amelynek egy igen furcsa fiatalember, Norman Bates a tulajdonosa. Miután a nő bejelentkezett, Bates meghívja egy egyszerű vacsorára, amit Marion hálásan elfogad. Viszont hallja, hogy a férfi a másik helyiségben veszekedik az anyjával. Evés közben Norman megosztja élete elnyomott történetét a meglepődött Marionnal, aki úgy dönt, hogy másnap visszatér Phoenixbe, hogy tisztára mossa a nevét.
Szobájában a pénzt belerejti egy újságba, majd lezuhanyozik. Azonban egy rejtélyes asszony tűnik elő, és halálra késeli a sikoltozó Mariont. Miután felfedezi a vért, Norman megtalálja a nő holttestét, pánikba esik, és eltünteti a nyomokat, majd Marion kocsijával, benne a nővel (és persze a lopott pénzzel), a motel közelében lévő mocsárhoz hajt, és beletolja az autót, ami elsüllyed.
Egy héttel később Marion nővére, Lila megérkezik Fairvale-be, hogy számonkérje Samet húga hollétéről. Milton Arbogast, egy magánnyomozó is felbukkan, és megerősíti, hogy Marion lopott az őt megbízó úrtól. A nő nyomába ered, így jut el a Bates Motelhez, ahol a dadogó Norman felkelti gyanúját. Ugyanis azt állítja, hogy az említett személy már elment, és hozzáteszi, ha őt igen, az anyját biztos nem verhette át. Arbogast megkéri, hadd beszéljen a hölggyel, de a tiltakozó Norman kitessékeli őt. A nyomozó felhívja Lilát és Samet tájékoztatva őket az eseményekről, és megígéri, hogy telefonál még. Visszamegy a motelba, ahol örökre elhallgattatják.
Sam elmegy a motelhez, hogy a nyomaveszett Arbogast keresse, és meglát egy asszonyt, feltételezve hogy az Mrs. Bates. Később Lilával együtt meglátogatják a helyi seriffhelyettest, aki közli velük, hogy Bates asszony tíz évvel ezelőtt öngyilkos lett, és akkori partnerével is végzett. Arra jutnak, hogy Arbogast hazudhatott, és a helyettes azt tanácsolja, hogy inkább a nyomaveszett Mariont és a pénzt keressék. Norman eközben leviszi édesanyját akarata ellenére a pincébe, hogy senki ne gyanakodjon rá.
Sam és Lila házastársnak mondva magukat, bejelentkeznek a motelbe, hogy az ügy végére járjanak. Amíg a férfi lefoglalja Normant, Lila titokban a házban settenkedik. Miután Bates rájön a cselre, leüti Samet és a házba rohan. Lila gyorsan a pincébe rejtőzik, ahol megtalálja Mrs. Bates mumifikálódott holttestét. Sikoltozására az anyja ruhájában és parókában belép Norman, és eszelős vigyorral az arcán megtámadja a nőt egy konyhakéssel. Azonban Sam még időben megállítja őt.
A bíróság előtt a pszichiáter elmagyarázza, hogy Normannek kettős személyisége van, tíz éve maga gyilkolta meg anyját, és annak szeretőjét, puszta féltékenységből. Bűntudattól hajtva ellopta a holttestet, és úgy élt tovább, mintha anyja még mindig vele lenne. Beszélt is helyette, utánozva a hangját, néha a ruháiba öltözve járkált a házban. Életében, az asszony követelőző magatartása miatt Norman azt hitte, hogy anyja ölte meg az áldozatokat féltékenységében. Továbbá kiderül, hogy Marion és Arbogast előtt már két lányt megölt. Norman egy szobában, zavarodott állapotban saját anyjának hiszi magát, és megosztja a nézőkkel, hogy ő követte el a gyilkosságokat, de mindent a fiára kenne. A film azzal zárul, hogy Marion kocsiját kivontatják a mocsárból.

## Háttér
A híres zuhanyjelenetben Bernard Herrmann visító hegedűmuzsikája ad zenei aláfestést. A filmtörténetben ez az első olyan alkotás, melyben a főszereplőt – akit ráadásul egy sztár, Janet Leigh alakít – a film felénél brutális módon megölik. Ezt a jelenetet hét napon keresztül forgatták. 60 különböző kameraállást alkalmaztak, és nincs egyetlen olyan egyedi beállítás sem, amelyben a gyilkos fegyver az áldozat bőrével érintkezne. Ennek ellenére a jelenet igen hátborzongató. A női testnek egyetlen olyan részét sem látni, ami tabu lehetne. (Viszont a helyszínen látható a filmtörténet legelső vécécsészéje.) Az egyes beállításokat lassított felvétellel forgatták, hogy a mell véletlenül se kerüljön a képbe, s emiatt ne avatkozhasson közbe a cenzúra.
Egy fiziológiai hiba benne maradt a zuhanyjelenetben: a meggyilkolt nő szuperplánban mutatott pupillája normális fényreflexet mutat, azaz összehúzódik, mint az élőknél szokásos. Halotté kitágult volna. Ezt pupillatágító cseppel (atropin) megoldhatták volna.
Abban a jelenetben, amelyben Arbogast nyomozó hátrazuhan a lépcsőn, az őt játszó színész, Martin Balsam valójában nem esik hanyatt. A lábát nem látni, mégis olyan benyomása van az embernek, mintha leesne a lépcsőn. Ehhez először lefilmezték a lépcsőt felülről lefelé haladva, de szereplő nélkül. Majd Balsamot Hitchcock beültette egy külön erre a célra készített székbe, a vetítővászon elé, amelyre rávetítették a lépcsőn való lejövetelt. Ekkor jól megrángatták a széket, Balsamnak meg csak annyi dolga volt, hogy kinyújtott karral kalimpáljon egy kicsit a levegőben.
A Psycho kritikai fogadtatása kezdetben langyos volt. A közönség lelkesedése azonban felülmúlt minden várakozást, hosszú sorok kígyóztak a mozipénztárak előtt. Hitchcock speciális taktikája az volt, hogy a főcím lefutása után már senkit sem engedtek a nézőtérre.
Ez a film, amelyet Hitchcock egy televíziós stábbal és igen alacsony költségvetéssel forgatott, egy új korszak kezdetét jelentette a thrillerek kedvelői számára. Már Saul Bass grafikus főcíme, Bernard Herrmann vészjósló zenéjével jelzi, hogy a rendező itt stilizált formában kívánja feltárni az erőszak mélységeit. Hitchcock legtöbb thrillerjétől eltérően, a Psycho nem kínál azonosulásra igazán alkalmas karaktereket, s a film végén a meglepő megoldás is majdnem ugyanolyan ijesztő, mint a bemutatott gyilkosságok.
A film témáját Ed Gein 1957-es tárgyalása szolgáltatta, de a közel sem dolgozott fel minden szörnyűséget. Az anya bőrébe bújó elmebeteg gyilkos karakterének más vonatkozásai A texasi láncfűrészes gyilkos sorozatban kaptak helyet.

## Szereposztás
| Szerep                  | Színész         | Magyar hangja (1. szinkron, 1983) |
| ----------------------- | --------------- | --------------------------------- |
| Norman Bates            | Anthony Perkins | Szakácsi Sándor                   |
| Marion Crane            | Janet Leigh     | Kiss Mari                         |
| Lila Crane              | Vera Miles      | Földessy Margit                   |
| Sam Loomis              | John Gavin      | Kertész Péter                     |
| Milton Arbogast nyomozó | Martin Balsam   | Szilágyi Tibor                    |
| Al Chambers seriff      | John McIntire   | Tyll Attila                       |

## A Psycho feldolgozásai
Hitchcock klasszikusát Gus Van Sant rendező azonos címmel 1998-ban forgatta újra. Érdekessége, hogy beállításról beállításra, jelenetről jelenetre megegyezik az eredeti alkotással, leszámítva persze a modernebb környezetet, és hogy a film színes. A filmben Vince Vaughn, Anne Heche, Julianne Moore, Viggo Mortensen, és William H. Macy játszották a főszerepeket. Az újabb film meg se közelítette az eredeti sikerét, jelentős anyagi bukás lett, és Arany Málnákkal is gazdagodott.
The Bates német, punkrockot játszó együttes, mely 1987-2000 között volt aktív, .nevét a Psycho című filmje ihlette.  Billie Jean feldolgozásuk videóklipjében a filmkulcsmozzanatait játsszák el, fekete fehérben. 
A film paródiaváltozatának címe A báránysültek hallgatnak.
2020 októberében a film bemutatásának 60. évfordulóján 60 magyar szinésznővel újra leforgatták a zuhanyjelenet 60 snittjét.